# 王汎森
王汎森（1958年10月25日—），臺灣歷史學家，雲林縣北港鎮人。中央研究院院士、英国皇家历史学会外籍会士。主要从事思想文化史、學術史以及史學史、東亞文化交流史相關研究。現任臺灣綜合大學系統校長、中研院历史语言研究所特聘研究員，並擔任台灣多校講座教授。曾任中央研究院副院長、中研院史語所、法律所代理所長，副院長任期間因時任院長翁啟惠辭職而短暫代理院長職務。

## 生平

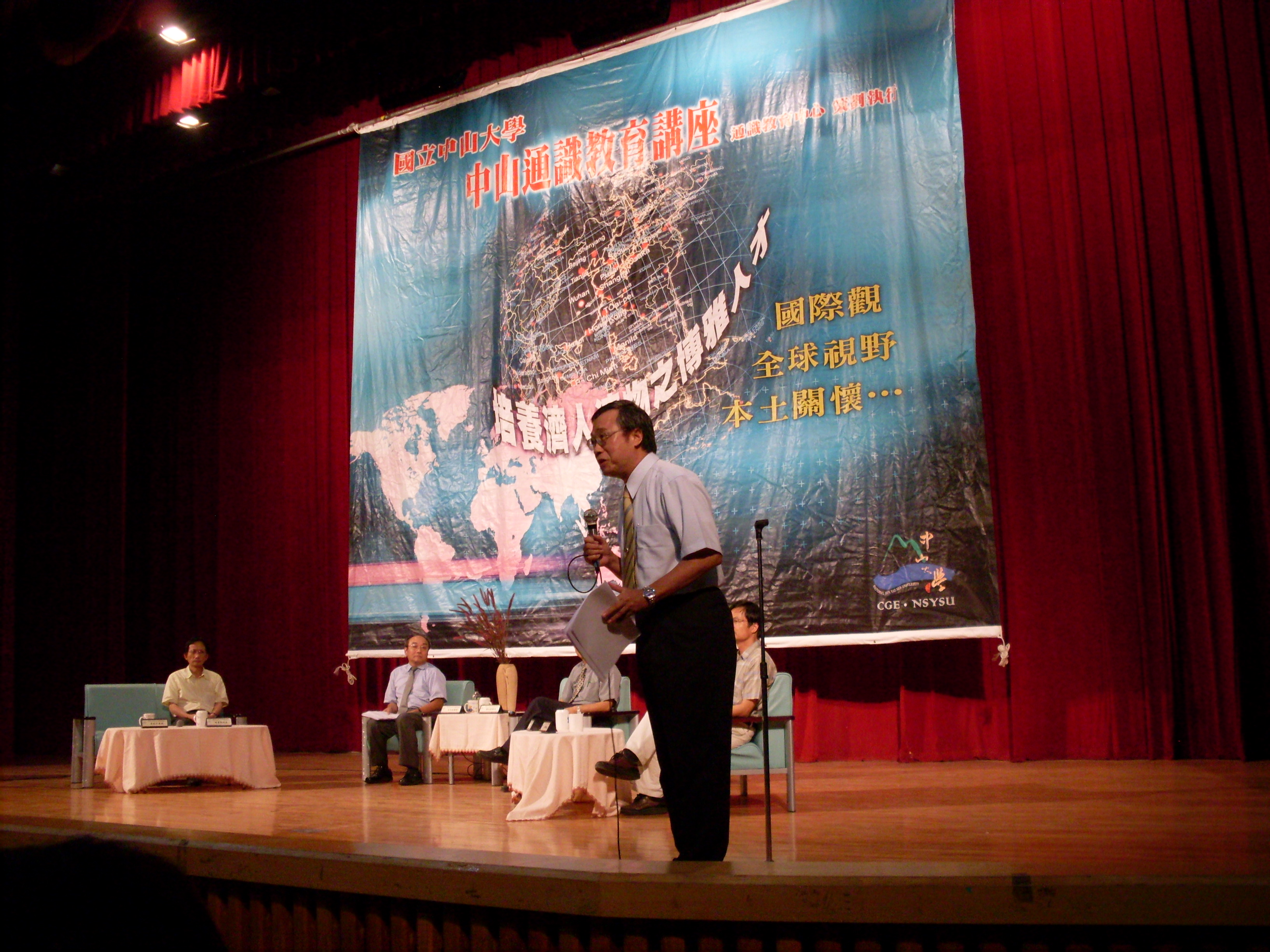
2008年王汎森在國立中山大學演講「為何天才總是成群地來」

國立臺灣大學歷史學系學士、碩士，美國普林斯頓大學博士。2010年1月接任中央研究院副院長，6月獲行政院國家科學委員會聘為數位典藏與數位學習國家型科技計畫總主持人。
其父亲王文振為早期臺中師專畢業生及國小校長，大哥王汎熒則為國立臺灣大學獸醫系系主任兼研究所所长。就读普林斯顿大学时为余英時院士的学生。王汎森曾撰有「余英時印象」一文，寫到師友之間的相處細節。家人中有多位從事教育工作。
王汎森返台後曾任教於國立台灣大學、國立清華大學、國立台灣師範大學、國立中山大學、國立成功大學、國立政治大學等校。教學嚴謹並重視啟發，多年來從事史學研究，已有多位指導學生相繼投入學術研究。業餘興趣方面，王汎森年輕時即喜好書藝書法，並時常有書道創作。